# Spermoderme
Testa
Pour les articles homonymes, voir Testa.

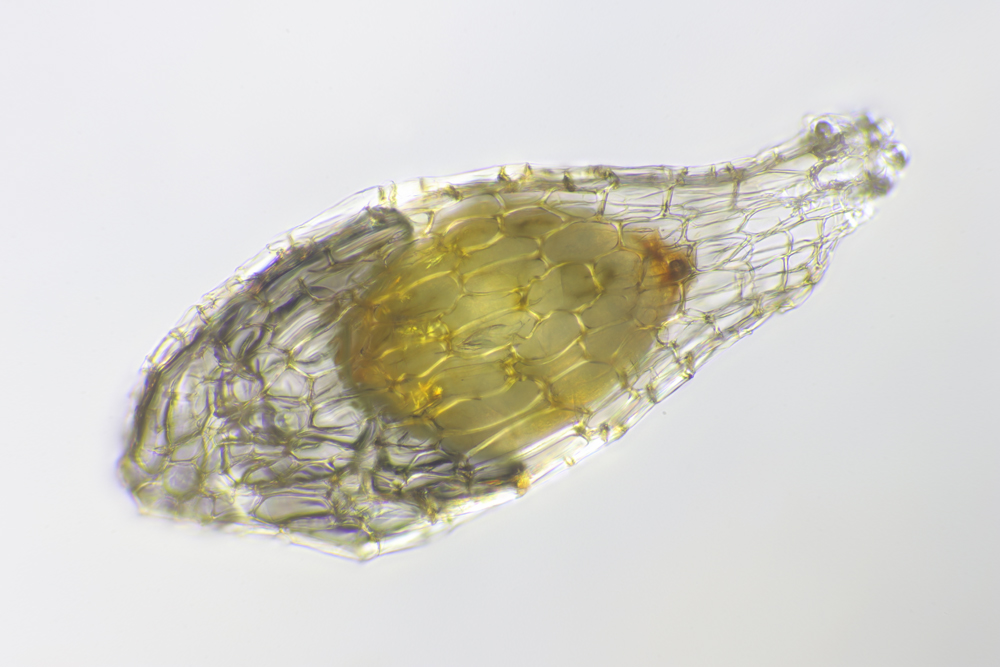
Graine et testa de l'Épipactis pourpre noirâtre (Epipactis atrorubens).

En botanique, le spermoderme ou testa est, chez les plantes à graines, l'enveloppe protectrice de la graine et de l'embryon, soit le tégument. Il se forme après la fécondation de l'ovule à partir du tégument renfermant l'ovule. Cette enveloppe de la graine peut être dure et craquante, ligneuse ou spongieuse, mince ou tenace, sèche ou charnue, elle peut également devenir ailée ou même velue.

## Description
Si le spermoderme de la graine peut être divisé en deux couches séparables différentes, la couche interne s'appelle tégmène (peau interne, peau de base) et la couche externe s'appelle également testa. 
Dans le spermoderme, la couche épidermique la plus externe s'appelle exotesta et la plus interne endotesta. Entre les deux, il peut y avoir une ou plusieurs couches, appelées dans leur ensemble mésotesta. Si ce tégument est très dur, on l’appelle sclérotesta (grec/latin : vaisseau sec et dur). Fréquemment, une coquille dure est formée par la graine de fruits à noyau. Le spermoderme d'une graine peut également se différencier en une sclérotesta interne et dure, fortement boisée, et en une sarcotesta externe charnue.
Si le tégument contient une forte proportion de sucres, qui se gonflent lorsque les graines germent à partir d'un mucus, on parle de myxotesta, comme dans la tomate et quelques autres espèces.
En plus de la protection de l'embryon, le spermoderme de la graine peut servir à former certaines structures de la propagation de la graine. Par exemple, on peut évaluer les cheveux de la graine de coton en tant que dérivés du tégument. Ceux-ci sont utiles pour la propagation de la graine de coton par le vent (appelée anémochorie). Les structures charnues rouges qui entourent les graines d'if (Taxus baccata) constituent un autre exemple. Ce n'est pas un fruit au sens botanique, mais un remodelage de l'enveloppe de la graine en une arille, qui attire les animaux (ici essentiellement des oiseaux). La graine, après digestion de l'arille rouge et charnue, est excrétée avec les matières fécales plus loin et contribue ainsi à l'expansion de l'espèce (zoochorie). Certaines graines n'ont pas de spermoderme, comme dans le genre Santalum : les graines sont dans l'endocarpe.

## Cas des Orchidées
Chez les Orchidées, la « testa » ou « carapace » est formé à partir de la couche externe de l'ovule. À la maturité de la graine, plusieurs couches de cellules mortes transparentes composent cette enveloppe. Elles sont disposées de façon rectiligne ou sinueuse et présentent des parois lisses ou bosselées, suivant l'espèce. Deux extrémités la composent : une fermée, nommée « extrémité chalaziale », et une ouverte, nommée « extrémité micropylaire ».
Ajoutée à la légèreté de la graine, l'étalement de ce tégument permet une portance plus efficace pour la dissémination par le vent. Elle s'alourdit par absorption d'humidité. Une fois au sol, l'embryon sort par l'extrémité fermée.